# Novi Marof
Novi Marof est une ville et une municipalité du Comitat de Varaždin, en Croatie. Au recensement de 2001, la municipalité comptait 13 857 habitants, dont 99,22 % de Croates et la ville seule comptait 1 981 habitants.

## Localités
La municipalité de Novi Marof compte 23 localités :
| - Bela - Donje Makojišće - Filipići - Gornje Makojišće - Grana - Jelenščak - Kamena Gorica - Ključ - Krč - Madžarevo | - Možđenec - Novi Marof - Orehovec - Oštrice - Paka - Podevčevo - Podrute - Presečno - Remetinec - Strmec Remetinečki - Sudovec - Topličica - Završje Podbelsko |